# 縫取織
縫取織（ぬいとりおり）は綾織物の一種。
綾の中でも特に豪華な浮織物（緯糸に経糸が絡まず横糸が浮き出して模様を作る織物）の豪華版で、浮織物の技法に刺繍の要素を加えたもの。織り出した模様が高く浮き出し、多色の絹糸を用いて非常に色鮮やかに刺繍をしたような織模様の見た目も非常に豪華である。
地の色の経糸を張って浮織物を織り、模様の箇所にそれぞれ任意の色の緯糸を織り込んで模様を色鮮やかに表現する。
大変に手間がかかるため、諸親王や公卿の御曹司などの非常に身分が高い一部の若者の衣装にのみ用いられた。